# Chilegyndes phillipsoni
Genre
Espèce
Chilegyndes phillipsoni, unique représentant du genre Chilegyndes, est une espèce d'opilions laniatores de la famille des Gonyleptidae.

## Distribution
Cette espèce est endémique de la région de Magallanes au Chili. Elle se rencontre dans la péninsule Muñoz Gamero.

## Description
Le mâle holotype mesure 6 mm et la femelle paratype 7 mm.

## Étymologie
Cette espèce est nommée en l'honneur de J. Phillipson.

## Publication originale
- Roewer, 1961 : « Opiliones aus Süd-Chile. » Senckenbergiana biologica, vol. 41, p. 99–105.